# Kasten (Schriftsatz)
Im Schriftsatz ist ein Kasten ein durch Umrandung begrenzter, besonderer Bereich. In Kästen können Erklärungen, Hintergrundinformationen, zuweilen auch Bilder hervorgehoben werden. Besonders bei einem mehrspaltigen Layout, etwa einer Zeitung, helfen Kästen dem Leser, sich zurechtzufinden. Selbst hier in der Wikipedia gilt:
Ein »Kasten« hebt dessen Inhalt heraus. Als verführte man die Leserin und sagte: »Bitte erstmal hier lesen!«
Für Spaltensatz mit mehrspaltigem Text in einem Kasten gelten dieselben Regeln wie für mehrspaltigen Text generell: Es dürfen keine einsamen ersten Zeilen eines Absatzes als unterste Zeile einer Spalte stehen, siehe »Hurenkinder« und »Schusterjungen«. Fällt ein Absatzanfang in die erste Zeile einer Spalte (Kolumne), und ist im Schriftstück Absatztrennung durch Einzug üblich, so entfällt der Einzug.
Außerhalb des Kastens muss im Text über dem Kasten darauf geachtet werden, dass der Leser erkennt, ob und wo der Text weitergeführt ist. Dazu werden gelegentlich Wörter bewusst silbengetrennt.
In Textverarbeitungsprogrammen wie Word fügt man notfalls eine einzellige Tabelle ein, um einen Kasten zu bekommen.